# Merve Dizdar
Merve Dizdar (25 de junio de 1986) es una actriz turca. Es conocida por sus papeles en Eltilerin Savaşı (2020), Masumlar Apartmanı (2020-2022), Erşan Kuneri (2022-presente), Kar ve Ayı (2022) y Alice Müzikali (2023-presente). En 2020, ganó el Premio Mariposa de Oro a la Mejor Actriz por su papel en Masumlar Apartmanı Dizdar y obtuvo una nominación al Premio de la Asociación de Críticos de Cine de Turquía por su actuación en Eltilerin Savaşı. En 2023, se convirtió en la primera actriz turca en ganar el Premio del Festival de Cine de Cannes a la Mejor Actriz por su actuación en Kuru Otlar Üstüne (2023).

## Primeros años y carrera
Dizdar nació el 25 de junio de 1986 en Esmirna. Se graduó en actuación de la Escuela de Bellas Artes de la Universidad Çanakkale Onsekiz Mart. Recibió su maestría en actuación de la Universidad Kadir Has.
Comenzó su carrera en el escenario uniéndose a Semaver Company y la continuó en Craft Theatre.Dizdar hizo su debut cinematográfico con Bir Ses Böler Geceyi (2011) junto a Cem Davran y siguió una carrera en televisión con papeles recurrentes en las series Kavak Yelleri, Geniş Aile, Bir Yastıkta, Doksanlar, Çılgın Dershane Üniversite, y se destacó por primera vez con su papel en Beş Kardeş.También trabajó para TRT Children, presentando los programas Arkadaşım Bıdı y 23 Nisan Şenliğe Doğru.
Dizdar ganó el Premio a la Mejor Actriz del Teatro Afife Jale por su papel en la obra Yutmak. Luego se unió al elenco de las exitosas series 7 Yüz, Vatanım Sensin y Mucize Doktor respectivamente. En 2020, tuvo un papel principal con Uraz Kaygılaroğlu en la película de comedia Eltilerin Savaşı de Gupse Özay, que en abril de 2021 es la película número 22 más vista de todos los tiempos en Turquía, según Box Office Türkiye.Compartió el papel principal con Serenay Sarıkaya, Ezgi Mola, Enis Arıkan y Şükrü Özyıldız en una adaptación musical de Las aventuras de Alicia en el país de las maravillas.
En 2020, comenzó a actuar en la serie Masumlar Apartmanı y ganó los premios Golden Butterfly a la mejor actriz.Interpretó a una actriz y sus numerosos papeles en la serie de comedia derivada de Netflix, Erşan Kuneri.En 2023, protagonizó Kuru Otlar Üstüne de Nuri Bilge Ceylan, por la que se convirtió en la primera actriz turca en el 76º Festival de Cine de Cannes al ganar el premio a la Mejor Actriz por su interpretación de una profesora.
Durante su discurso de aceptación, Dizdar dedicó su premio a las mujeres turcas.Dijo «todas mis hermanas que participan activamente en el fortalecimiento del movimiento por los derechos de las mujeres, mostrando resiliencia y esperanza inquebrantable a pesar de los desafíos que enfrentan».
Ibrahim Uslu, vicepresidente del Consejo Supremo de Radio y Televisión, acusó a Dizdar de socavar a Turquía. El incidente provocó reacciones y debates dentro del país.

## Filmografía

### Películas
| Año  | Título                        | Título original               | Rol             | Notas                                                             |
| ---- | ----------------------------- | ----------------------------- | --------------- | ----------------------------------------------------------------- |
| 2011 | A Noise in the Night          | Bir Ses Böler Geceyi          | Gülizar / Demet |                                                                   |
| 2013 | Dairy Philosopher             | Mandıra Filozofu              | Secretary       |                                                                   |
| 2016 | No Way 2                      | Yok Artık 2                   | Buket           |                                                                   |
| 2017 | Organic Love Stories          | Organik Aşk Hikayeleri        | Nazlı           |                                                                   |
| 2017 | The Gulf                      | Körfez                        | Pınar           | Estrenada en el Festival Internacional de Cine de Venecia de 2017 |
| 2018 | My Name Is Batlir, Not Butler | Batlır                        | Yudum           |                                                                   |
| 2019 | One Love Two Lives            | Bir Aşk İki Hayat             | Sema Yaşar      |                                                                   |
| 2020 | War of the Eltis              | Eltilerin Savaşı              | Gizem Altundağ  |                                                                   |
| 2021 | Have You Ever Seen Fireflies? | Sen Hiç Ateşböceği Gördün mü? | İzzet           | Película de Netflix                                               |
| 2022 | Snow and the Bear             | Kar ve Ayı                    | Aslı            | Estrenada en el Festival Internacional de Cine de Toronto de 2022 |
| 2022 | The Garage                    | Tamirhane                     | Aynur           |                                                                   |
| 2023 | Alice the Musical             | Alice Müzikali                | Kedi            | Película de Disney+                                               |
| 2023 | About Dry Grasses             | Kuru Otlar Üstüne             | Nuray           | Estrenada en el Festival Internacional de Cine de Cannes de 2023  |
| TBA  | Lovers of the Other Side      | Öte Yer Aşıkları              | Munise          | Short film                                                        |

### Web
| Año           | Título                              | Título original | Rol          | Platform |
| ------------- | ----------------------------------- | --------------- | ------------ | -------- |
| 2017          | Seven Faces                         | 7YÜZ            | Nihal        | BluTV    |
| 2022–presente | The Life and Movies of Erşan Kuneri | Erşan Kuneri    | Feride Orhun | Netflix  |
| 2023          | Magarsus                            | Magarsus        | Tansu        | BluTV    |

### Televisión
| Año          | Título                           | Título original             | Rol                                       | Network |
| ------------ | -------------------------------- | --------------------------- | ----------------------------------------- | ------- |
| 2010–2011    | Daydreaming                      | Kavak Yelleri               | Saliha                                    | Kanal D |
| 2012         | Kingdom of People                | İnsanlar Alemi              |                                           | Star TV |
| 2013         | On a Pillow                      | Bir Yastıkta                | Yeliz Gelin                               | TRT 1   |
| 2013–2014    | The Nineties                     | Doksanlar                   | Selin                                     | ATV     |
| 2014         | Çilgin Dersane at the University | Çılgın Dersane Üniversitede | Özge                                      | Show TV |
| 2015         | Orphan Flowers                   | Kırgın Çiçekler             | İrem                                      | ATV     |
| 2015         | Five Brothers                    | Beş Kardeş                  | Fatma                                     | Kanal D |
| 2015         | New Life                         | Yeni Hayat                  | Sekreter                                  |         |
| 2015–2016    | The Lizard                       | Kertenkele                  | İrem                                      | ATV     |
| 2017         | Face to Face                     | Yüz Yüze                    | Yeşim                                     | Show TV |
| 2017–2018    | Wounded Love                     | Vatanım Sensin              | Efsun                                     | Kanal D |
| 2020         | A Miracle                        | Mucize Doktor               | Damla                                     | Fox     |
| 2020–2022    | The Innocents                    | Masumlar Apartmanı          | Gülben Derenoğlu Bilen                    | TRT 1   |
| 2021         | The Red Room                     | Kırmızı Oda                 | Gülben Derenoğlu Bilen (gactriz invitada) | TV8     |
| 2023–present | Ömer                             | Ömer                        | Nisa                                      | Star TV |

## Teatro
| Año       | Título                                               |
| --------- | ---------------------------------------------------- |
| 2010      | Çok Yaşa Dünya                                       |
| 2010–2011 | Bir Tutam Hayat                                      |
| 2011–2012 | Titus Andronicus                                     |
| 2012      | Bir Kurşun Deliğine Kaç İnsan Sığar                  |
| 2013      | Bir İnfazın Portresi                                 |
| 2013      | Pamuk Prenses ve Yedi Cüceler                        |
| 2014      | The Birds                                            |
| 2017      | Yutmak                                               |
| 2019      | Alice Müzikali (published in Disney Plus)            |
| 2021      | Dijital Sahne: On İkinci Gece (published in YouTube) |